# زراعة الملاريا
زراعة الملاريا هي طريقة لزراعة طفيليات الملاريا خارج الجسم، أي في بيئة خارج الجسم الحي. وعلى الرغم من أن محاولات تكاثر الطفيليات خارج البشر أو النماذج الحيوانية تعود إلى عام 1912،إلا أن نجاح المحاولات الأولية كان محدودًا بدورة واحدة أو بضع دورات فقط. وقد تم تأسيس أول زراعة مستمرة ناجحة في عام 1976.كانت الآمال الأولية في أن تؤدي الزراعة خارج الجسم بسرعة إلى اكتشاف لقاح سابقة لأوانها. ومع ذلك، تم تسهيل تطوير الأدوية الجديدة بشكل كبير.

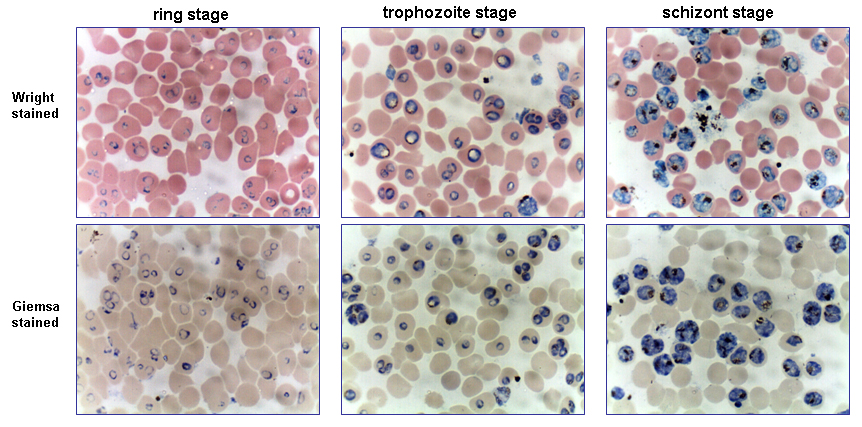
زراعة المتصورة المنجلية.

## تركيز الخلايا المصابة

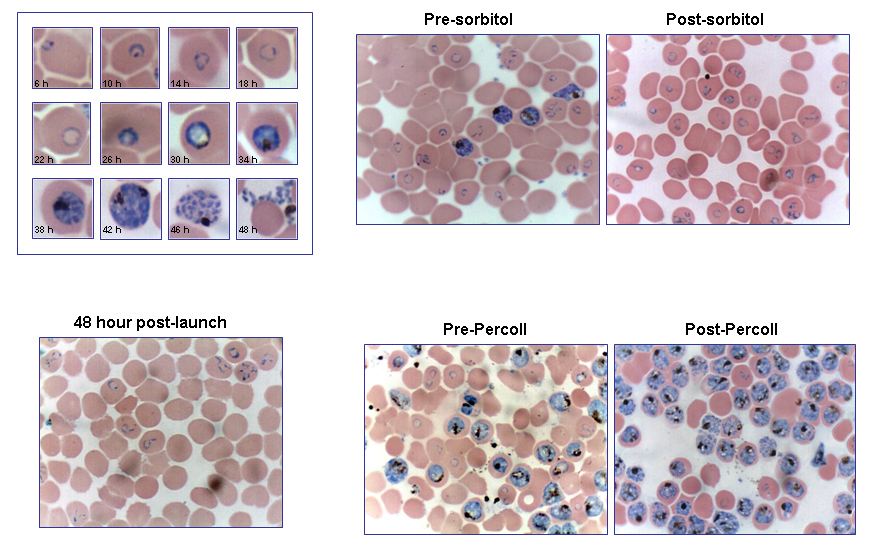
مراحل الدم لمرض المتصورة المنجلية.

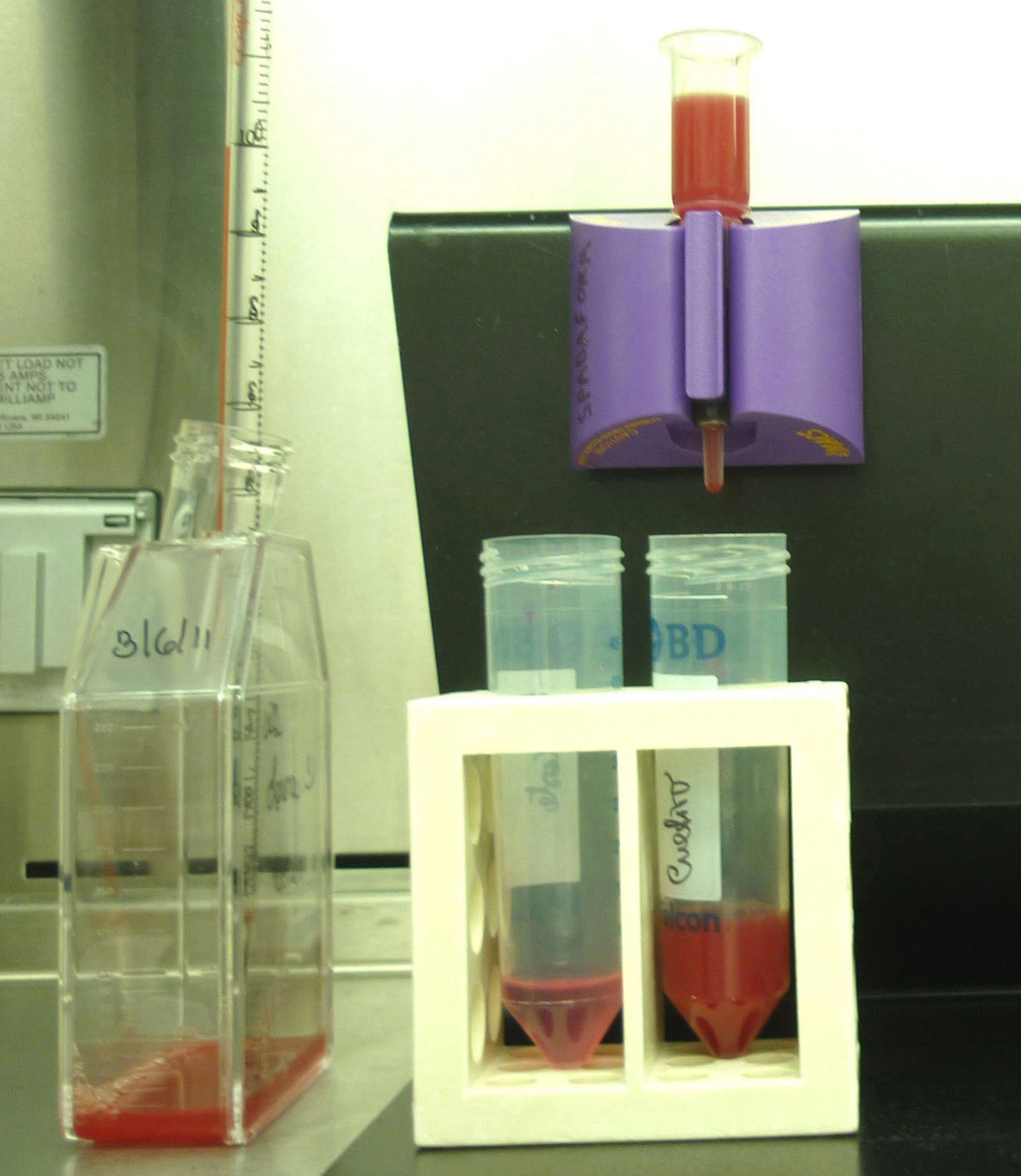
التجميع المغناطيسي للدم المصاب بالمتصورة المنجلية.

لتحقيق المزامنة و/أو تركيز الطفيليات في الزرع، تم تطوير عدة طرق. يمكن استخدام إجراء تدرج بيركول المتقطع لعزل خلايا الدم الحمراء المصابة لأن خلايا الدم الحمراء التي تحتوي على البلازموديا أقل كثافة من الخلايا الطبيعية. تزامنت الطفيليات الصغيرة مع خلايا الدم الحمراء في نطاق عريض يتوافق مع الكثافات من 1.075 إلى 1.100 جم / مل، في حين تم تركيز الانقسامات بكثافة تقارب 1.062 جم / مل. ومع ذلك، هناك دراسات تشير إلى أن بعض سلالات المتصورة المنجلية تتأثر بقدرتها على الغزو بعد تعرضها لهذه المادة الكيميائية. يمكن أيضًا استخدام الفرق بين الأوكسي هيموجلوبين منخفض الدوران المغناطيسي المعاكس في خلايا الدم الحمراء غير المصابة والهيموزوين المغناطيسي المساير في خلايا الدم الحمراء المصابة للعزل. لقد أظهرت الأعمدة المغناطيسية أنها أقل ضررًا للطفيلي وهي بسيطة وقابلة للتعديل وفقًا لاحتياجات الباحث. يتم تثبيت العمود في حامل مغناطيسي قوي ويتدفق الزرع من خلاله. يحبس العمود كريات الدم الحمراء المصابة بأحدث مراحل الطفيليات، والتي يمكن بعد ذلك إخراجها عند إزالة العمود من المغناطيس. إنها طريقة بسيطة لا تتطلب معدات باهظة الثمن ولا يبدو أنها تؤثر على الطفيليات فيما يتعلق بقدرتها على الغزو بعد ذلك.

## للاستزادة
• Doolan, D. L. (Editor) (2002) Malaria Methods and Protocols (Methods in Molecular Medicine) , Totowa, NJ: Humana Press, (ردمك 0-89603-823-8) / (ردمك 978-0-89603-823-3)

## وصلات خارجية
- Protocols
- Percoll نسخة محفوظة 11 يوليو 2011 على موقع واي باك مشين.